# Immeuble du 26 rue Vavin
L'immeuble du 26 rue Vavin est un immeuble d'habitation situé à Paris.

## Situation et accès
L’immeuble est situé au 26, rue Vavin dans le 6e arrondissement de Paris.
Le quartier est desservi par la ligne 4 à la station Vavin.
En 2022, le prix du m2 dans l’immeuble se situe dans une fourchette comprise entre 13 377 € et 18 211 €, avec un prix moyen de 15 587 €.

## Origine du nom
À l’origine, l’immeuble porte le nom de Maison à gradins sportive car il est prévu qu’il comporte une salle d’escrime, qui ne verra finalement jamais le jour.

## Historique
L’immeuble est construit de 1912 à 1914 par les architectes  Charles Sarazin et Henri Sauvage. Le permis de construire est délivré au troisième projet, les deux premiers ayant été jugés trop ambitieux. L’immeuble est conçu de façon à offrir aux résidents des logements clairs et aérés, dans le but de lutter contre la tuberculose. Les chambres de bonnes ne sont pas reléguées au dernier étage mais intégrées à chaque logement.
En 1914, on trouve dans l’immeuble un ouvroir, c’est-à-dire un atelier dans lequel sont confectionnés des vêtements chauds et des objets destinés aux prisonniers de guerre sans ressources détenus en Allemagne.
Le 1er octobre 1927 ouvre au premier étage le club Saint-Regis, destiné aux étudiantes et artistes américaines. Il s’agit de recevoir ces jeunes filles « dans une atmosphère catholique appropriée » et de leur permettre de découvrir « la vraie France ». Le club peut accueillir vingt pensionnaires, chacune disposant d’une chambre et d’une salle de bains. Il y a une salle à manger, un salon et deux salles de réception.
Dans les années 1950, Raymond Girard y tient une école de théâtre réputée, au sein de laquelle Jean-Paul Belmondo viendra y apprendre le métier de comédien. 
L'immeuble est inscrit monument historique (façades et toitures) depuis le 15 janvier 1975.

## Description

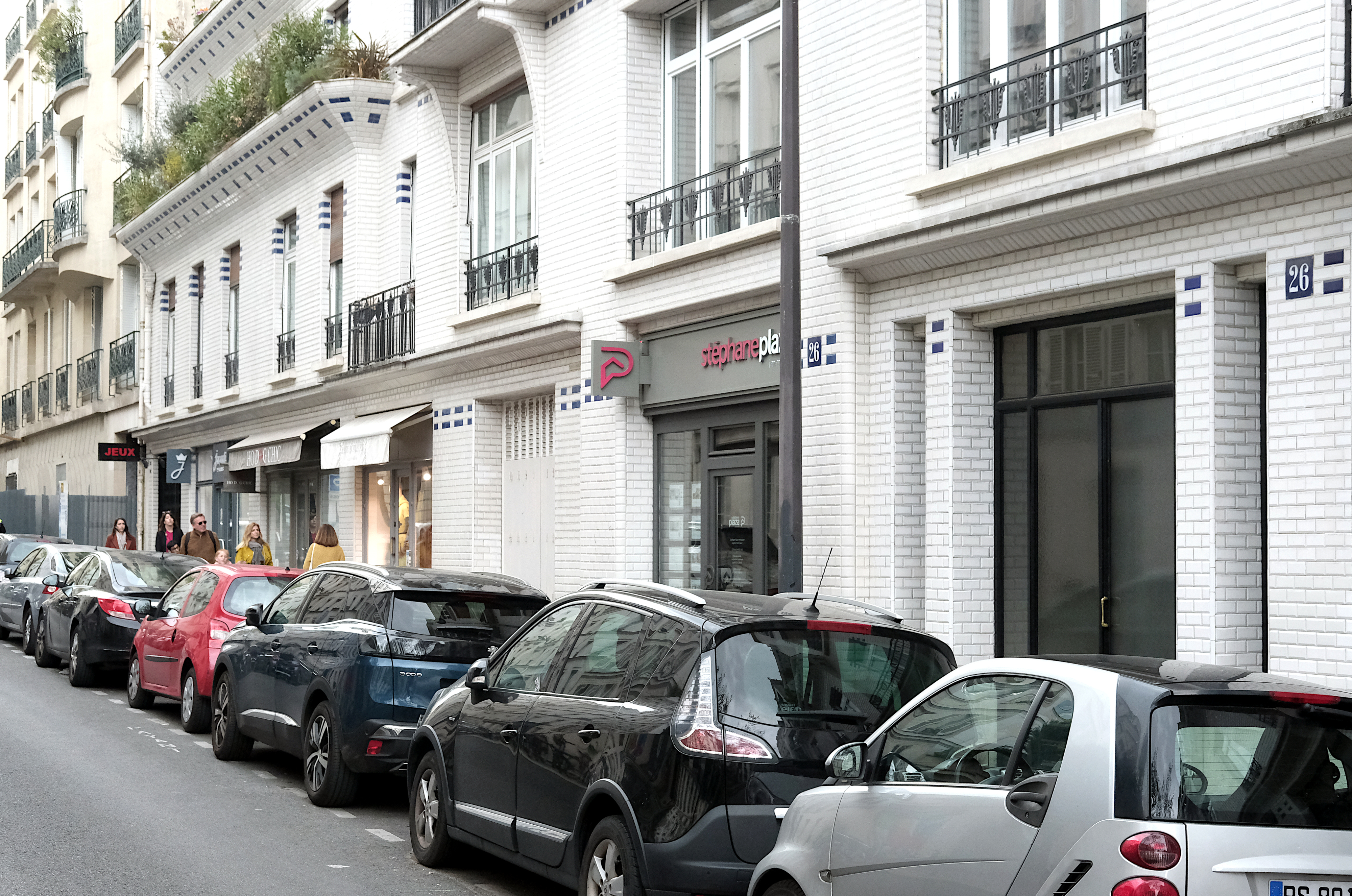
Façade recouverte de carreaux de faïence.

L’immeuble compte six niveaux, dont les trois premiers sont verticalement alignés, les trois suivants disposés en « gradins ». Ce système de construction « à gradins » est inventé en 1909 et breveté par les deux architectes, Henri Sauvage et Charles Sarazin, en 1912. Il a pour but de favoriser l’ensoleillement et l’aération des logements et donc de rendre ceux-ci plus sains à une époque où la tuberculose fait des ravages.
La structure du bâtiment est en béton armé, chaque niveau supportant l’étage supérieur.
Sa façade est entièrement recouverte de carreaux de faïence blancs et bleus, du même type que les revêtements du métro, produits par l’entreprise Boulenger.

## Résidents

### Associations

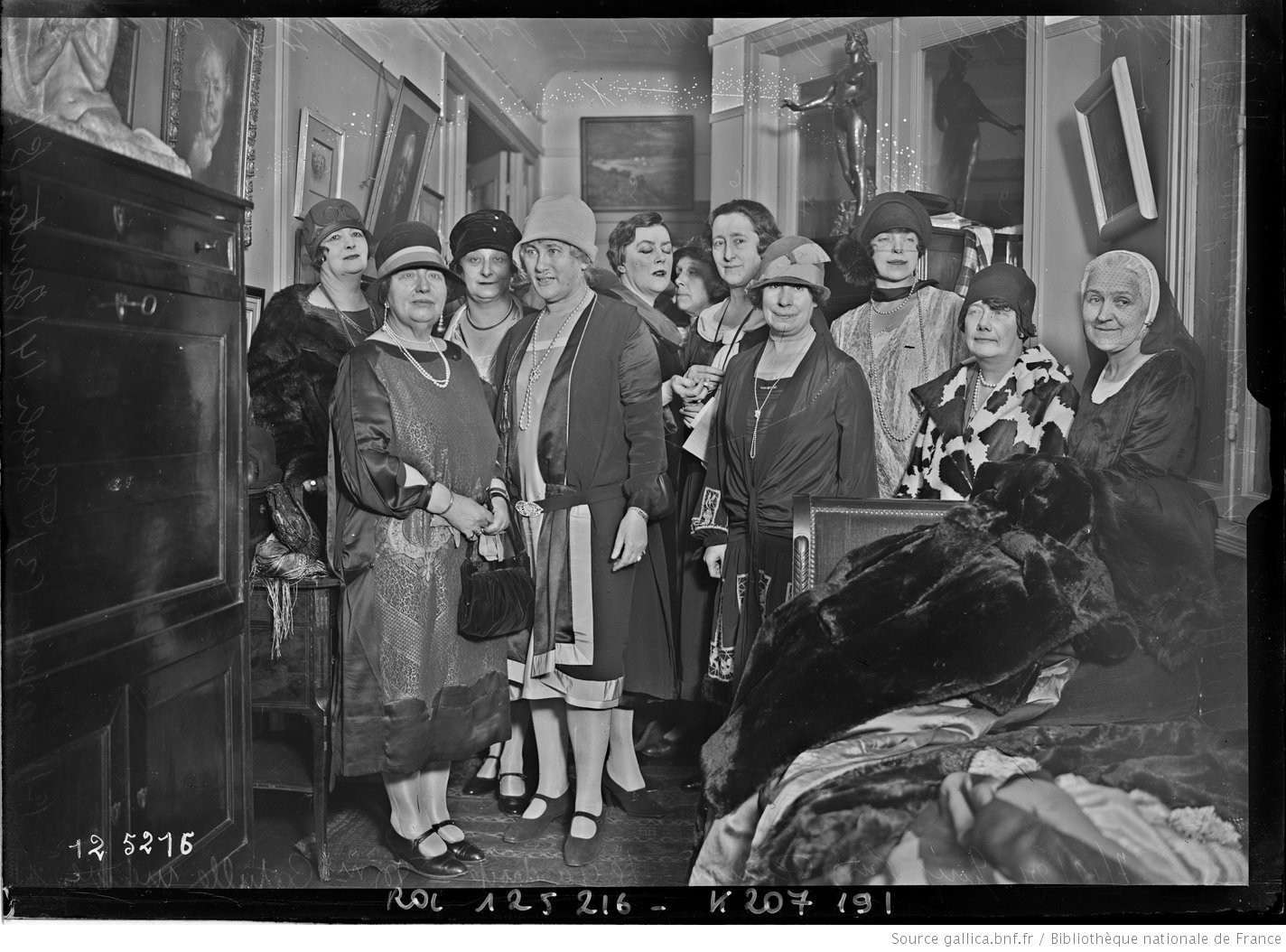
Jury du prix Femina réuni le 7 décembre 1927 au 26, rue Vavin.

Plusieurs associations ont eu leur siège à cette adresse : le Comité d’amnistie et de défense des Indochinois en 1934, la Société unitive en 1935, l’Union civique des croyants en 1937 et l’Orphelinat des Cuirs et peaux de France en 1947. Dans les années 1920, le jury du prix Femina s’y réunit, pour décerner ses prix, dans l'appartement de Caroline de Broutelles, l'épouse du sculpteur genevois Maurice Reymond de Broutelles, et fondatrice du prix.

### Personnalités
- Henri Sauvage (1873-1932), architecte
- Étienne Weill-Raynal (1887-1982), homme politique
- Paul Nizan (1905-1940), écrivain

## Au cinéma
Dans Le Dernier Tango à Paris (1972), l’amante de Marlon Brando, Maria Schneider, habite dans l’immeuble. Les dernières scènes du film y sont tournées.
Dans Le Solitaire (1987), le commissaire Stan Jalard, alias Jean-Paul Belmondo, y réside.